# Tập đoàn Công nghiệp – Năng lượng Quốc gia Việt Nam
Tập đoàn Công nghiệp - Năng lượng Quốc gia Việt Nam (tiếng Anh: Vietnam National Industry - Energy Group, tên giao dịch: Petrovietnam, tên viết tắt: PVN), là một tập đoàn năng lượng quốc gia trực thuộc quyền quản lý của Chính phủ Việt Nam được giao nhiệm vụ triển khai thực hiện toàn bộ các hoạt động liên quan đến việc phát hiện, khai thác và làm gia tăng giá trị của nguồn tài nguyên dầu khí tại Việt Nam. Tư cách pháp nhân của Tập đoàn là Công ty trách nhiệm hữu hạn một thành viên do Nhà nước làm chủ sở hữu.
Trước ngày 9 tháng 4 năm 2025, tập đoàn được biết đến với tên gọi Tập đoàn Dầu khí Việt Nam (tiếng Anh: PetroVietnam Oil and Gas Group). Việc đổi tên này đánh dấu bước chuyển mình của PVN, không chỉ là một tập đoàn dầu khí mà còn là trung tâm của công nghiệp, dịch vụ và năng lượng quốc gia, hướng tới phát triển bền vững và đảm bảo an ninh năng lượng. 

## Hoạt động kinh doanh
Hoạt động kinh doanh phát triển bao trùm khắp các lĩnh vực của ngành công nghiệp dầu khí tại Việt Nam:
- Thăm dò và khai thác dầu khí
- Tàng chứa, vận chuyển, chế biến, phân phối sản phẩm dầu khí
- Hoạt động dịch vụ, thương mại, tài chính, bảo hiểm chuyên ngành dầu khí

### Thăm dò và khai thác dầu khí
Hiện nay, các mỏ dầu khí chủ lực như Bạch Hổ, Tê Giác Trắng, Sư Tử Đen, Sư Tử Vàng, Rạng Đông... đã chuyển sang giai đoạn suy giảm sản lượng. Công tác tìm kiếm thăm dò dầu khí trong nước gặp nhiều khó khăn. Trước tình trạng đó, Tập đoàn Dầu khí Việt Nam đẩy mạnh các hoạt động ngoài lãnh thổ Việt Nam. Họ đã tiến hành một số dự án thăm dò, khai thác dầu khí tại Nga, Malaysia, Indonesia, Algérie, Venezuela và Iraq. Theo báo cáo tổng hợp kết quả kiểm toán năm 2018 của Kiểm toán Nhà nước Việt Nam gửi Quốc hội Việt Nam có 24 dự án tìm kiếm thăm dò phát triển dầu khí tại nước ngoài của Tập đoàn Dầu khí Việt Nam không thành công, đã và đang hoàn thành thủ tục chấm dứt dự án, tổng thiệt hại 773 triệu USD. Nếu so với mục tiêu chiến lược phát triển mà ngành dầu khí đề ra là sản lượng trong nước đạt 20–30 triệu tấn/năm và ở nước ngoài là 8–12 triệu tấn/năm (tổng cộng là 28–42 triệu tấn/năm) thì năm 2018 Tập đoàn Dầu khí Việt Nam không hoàn thành kế hoạch và đạt thấp hơn nhiều so với mục tiêu chiến lược đề ra.

### Đầu tư ngân hàng
PVN là cổ đông lớn của OceanBank (đã giữ 20% cổ phiếu). Khi ngân hàng này lỗ, Ngân hàng Nhà nước (NHNN) phải mua lại OceanBank với giá 0 đồng, các cổ đông đều mất hết tiền (quyền sở hữu). Ngày 19 tháng 7, Thủ tướng Nguyễn Tấn Dũng đã ký Quyết định cách chức Chủ tịch Hội đồng thành viên  Tập đoàn Công nghiệp Năng lượng Quốc gia (PVN) của ông Nguyễn Xuân Sơn. Có nguồn tin cho việc này có liên quan đến số vốn đầu tư 800 tỷ đồng của PVN tại Ngân hàng Thương mại Cổ phần Đại Dương mà ông Sơn bị cho là đã phải chịu trách nhiệm liên đới. Ông Nguyễn Xuân Sơn từng giữ chức Tổng giám đốc Ngân hàng OceanBank từ cuối năm 2008 đến đầu năm 2011. Ngày 21 tháng 7, Cơ quan Cảnh sát điều tra (C46) – Bộ Công an đã tống đạt Quyết định khởi tố bị can và thi hành Lệnh bắt, khám xét đối với Nguyễn Xuân Sơn về tội "Lợi dụng chức vụ quyền hạn trong khi thi hành công vụ" và tội "Cố ý làm trái quy định của Nhà nước về quản lý kinh tế gây hậu quả nghiêm trọng", cho là ông trong thời gian là Tổng Giám đốc OceanBank, đã đồng phạm với Hà Văn Thắm – nguyên Chủ tịch HĐQT OceanBank.

## Tổ chức
Trụ sở của Petrovietnam đặt tại 18 phố Láng Hạ, quận Ba Đình, Hà Nội. Cơ cấu Tập đoàn Dầu khí Quốc gia Việt Nam bao gồm Công ty mẹ – Tập đoàn Dầu khí Việt Nam và các đơn vị thành viên.

### Công ty mẹ – Tập đoàn Công nghiệp Năng lượng Quốc gia
Tập đoàn Công nghiệp Năng lượng Quốc gia Việt Nam là tổ hợp doanh nghiệp, có tư cách pháp nhân theo luật pháp Việt Nam, bao gồm: Tập đoàn Công nghiệp Năng lượng Quốc gia và các đơn vị thành viên, được hình thành trên cơ sở tổ chức lại Tổng Công ty Dầu khí Việt Nam và các đơn vị thành viên theo Quyết định số 198/2006/QĐ-TTg ngày 29 tháng 8 năm 2006 của Thủ tướng Chính phủ.
- Các đơn vị trực thuộc Công ty mẹ

1. Ban QLDA Cụm Khí Điện Đạm Cà Mau
2. Ban QLDA Nhà máy lọc dầu Dung Quất
3. Ban QLDA Công trình liên hợp Lọc hoá Dầu Nghi Sơn
4. Ban QLDA Trường Đại học Dầu khí Việt Nam
5. Ban QLDA Điện lực Dầu khí Long Phú-Sông Hậu
6. Ban QLDA Điện lực Dầu khí Vũng Áng-Quảng Trạch
7. Ban QLDA Khí Đông Nam Bộ
8. Trung tâm Ứng cứu sự cố tràn dầu phía Nam (NASOS)
9. Ban QLDA Đóng mới giàn khoan tự nâng 60M nước
10. Chi nhánh Tập đoàn – Công ty Điều hành Dầu khí Biển Đông (Bien Dong POC)
11. Chi nhánh Tập đoàn – Công ty Điều hành Đường ống Tây Nam (SWPOC)
12. Chi nhánh Tập đoàn – Công ty NK và PP Than DK

### Các công ty con
- Các Tổng Công ty/Công ty Tập đoàn nắm 100% vốn

1. Tổng Công ty Thăm dò Khai thác Dầu khí (PVEP)
2. Tổng Công ty Khí Việt Nam (PV GAS)
3. Tổng Công ty Dầu Việt Nam (PV Oil)
4. Tổng Công ty Điện lực Dầu khí Việt Nam (PV Power)
5. Công ty Cổ phần Lọc hoá dầu Bình Sơn (BSR)

- Các Tổng công ty/Công ty/Đơn vị Tập đoàn nắm quyền chi phối

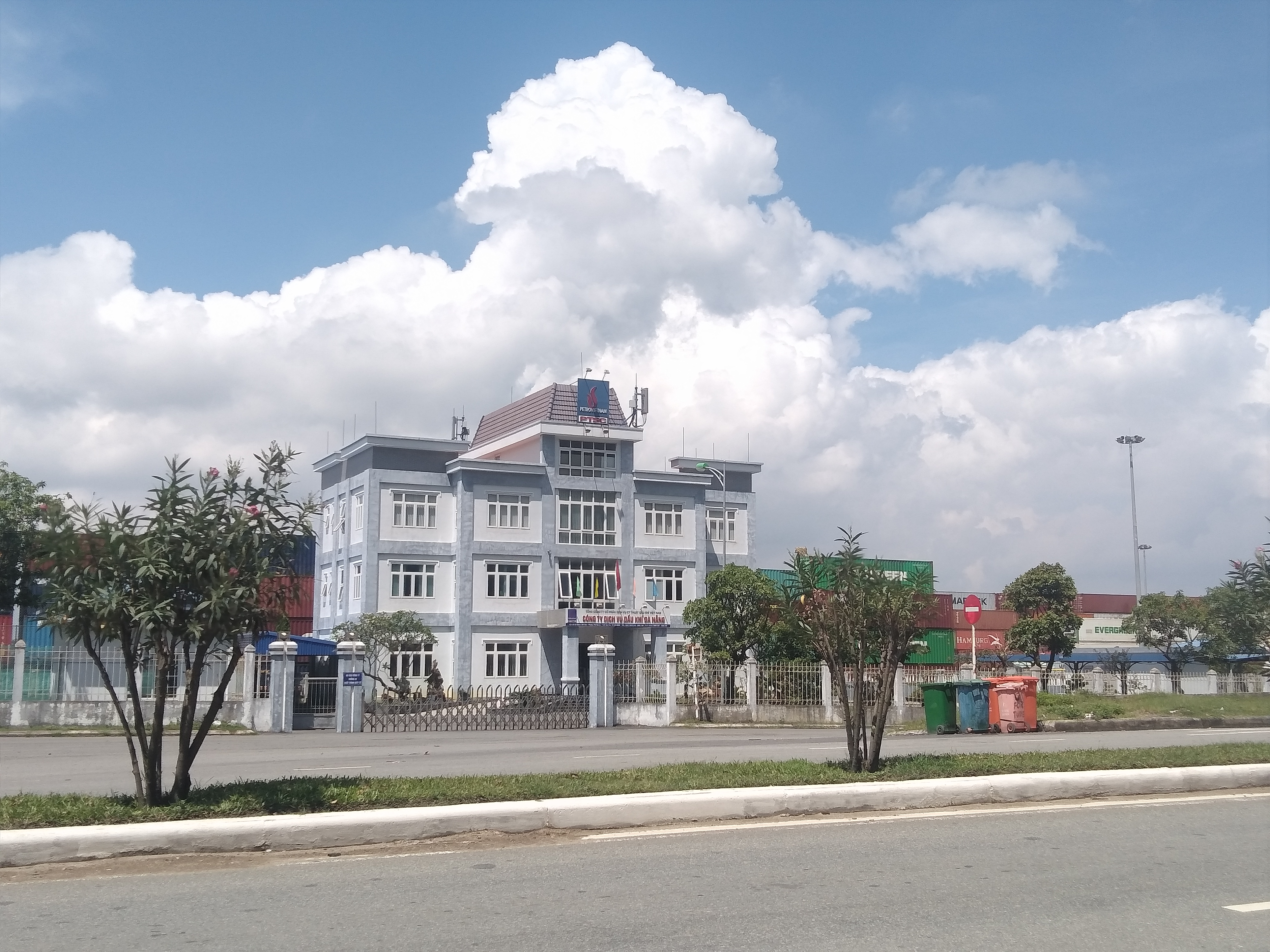
Công ty Dịch vụ Dầu khí Đà Nẵng (thuộc PTSC).

1. Tổng công ty Cổ phần Khoan và Dịch vụ Khoan dầu khí (PVDrilling)
2. Tổng công ty Cổ phần Dịch vụ Kỹ thuật Dầu khí Việt Nam (PTSC)
3. Tổng công ty Cổ phần Vận tải Dầu khí (PV Trans)
4. Công ty Cổ phần Phân bón Dầu khí Cà Mau (PVCFC)
5. Ngân hàng TMCP Đại Chúng Việt Nam (PVcomBank)
6. Tổng công ty Bảo hiểm PVI
7. Tổng công ty Cổ phần Dịch vụ tổng hợp Dầu khí (Petrosetco)
8. Tổng công ty Cổ phần Xây lắp Dầu khí (PVC)
9. Tổng công ty Phân bón và Hoá chất dầu khí (PVFCCo)
10. Tổng công ty Cổ phần Dung dịch khoan và Hoá phẩm Dầu khí (DMC)
11. Tổng công ty Tư vấn thiết kế Dầu khí (PVE)
12. Tổng Công ty Công nghệ Năng lượng Dầu khí Việt Nam (PV EIC)
13. Liên doanh Việt-Nga Vietsovpetro (VSP)
14. Công ty cổ phần Hóa dầu và Xơ sợi tổng hợp Dầu khí (PVTex): Nhà máy Xơ sợi Đình Vũ của PVTex có tổng vốn đầu tư lên tới 325 triệu USD (tương đương gần 7.000 tỷ đồng) nhưng ngay từ khi chạy thử và vận hành vào tháng 5 năm 2014, nhà máy này liên tục đối mặt với việc không bán được hàng, tạm dừng sản xuất. Dự án đã chậm tiến độ tới 2 năm, khi đi vào hoạt động, vận hành khoảng 7 tháng đã lỗ hơn 1.085 tỷ đồng, doanh thu không đủ bù chi phí tối thiểu. PVTex đã dừng vận hành từ ngày 17 tháng 9 năm 2015 do khó khăn, đầu năm 2016 PVTex lên kế hoạch hoạt động trở lại trong quý I năm 2016 tuy nhiên, nhà máy vẫn "nằm bất động". Báo cáo mới đây của PVTex cho biết, tính đến ngày 30 tháng 6 vốn chủ sở hữu của doanh nghiệp này đã âm 823,1 tỷ đồng, lỗ luỹ kế của nhà máy lên đến hơn 3.008 tỷ đồng.[9] Tháng 10 năm 2016, Thanh tra Chính phủ (TTCP) đã phát hiện có dấu hiệu cố ý làm trái và thiếu trách nhiệm trong việc phê duyệt dự án, lựa chọn nhà thầu, ký kết hợp đồng với nhà thầu gây thất thoát, lãng phí vốn đầu tư và đã kiến nghị Bộ Công an tiếp nhận hồ sơ để điều tra, xử lý.[10] Ông Vũ Đình Duy từng giữ chức Tổng giám đốc công ty này từ ngày 15 tháng 7 năm 2009 đến tháng 2 năm 2014, hiện đã bỏ trốn không liên lạc được.[11]
15. Công ty Cổ phần Đầu tư Khai thác Cảng Phước An (PAP)

### Các công ty liên doanh, liên kết
1. Công ty TNHH Lọc hoá dầu Nghi Sơn
2. Ngân hàng Thương mại Cổ phần Đại Dương (OceanBank)

### Các Đơn vị nghiên cứu khoa học và đào tạo
1. Viện Dầu khí Việt Nam[12]
2. Trường Đại học Dầu khí Việt Nam (PVU)[13]
3. Trường Cao đẳng nghề Dầu khí (PVMTC)[14]

## Lịch sử

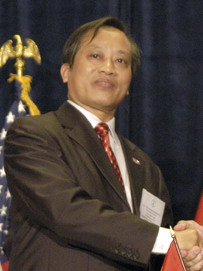
Ông Trần Ngọc Cảnh, cựu tổng giám đốc Petrovietnam

- 1975 – Tổng cục Dầu khí Việt Nam được thành lập trên cơ sở Liên đoàn địa chất 36 và Vụ Dầu khí thuộc Tổng cục Hoá chất.
- 1977 – Công ty Dầu khí Việt Nam (Vietnam Oil & Gas Company – Petrovietnam) trực thuộc Tổng cục Dầu khí Việt Nam được thành lập để thực hiện nhiệm vụ hợp tác với các công ty nước ngoài trong lĩnh vực thăm dò, khai thác dầu khí tại Việt Nam.
- Tháng 4 năm 1990 – Quản lý nhà nước về Dầu khí được giao cho Bộ Công nghiệp nặng.
- Tháng 6 năm 1990 – Tổng công ty Dầu khí Việt Nam (Vietnam Oil & Gas Corporation – Petrovietnam) được tổ chức lại trên cơ sở các đơn vị cũ của Tổng cục Dầu khí Việt Nam.
- Tháng 5 năm 1992 – Tổng công ty Dầu khí Việt Nam tách khỏi Bộ Công nghiệp nặng và trực thuộc Chính phủ nước CHXHCN Việt Nam, trở thành công ty dầu khí quốc gia với tên giao dịch quốc tế là Petrovietnam.
- Tháng 5 năm 1995 – Tổng công ty Dầu khí Việt Nam được Thủ tướng Chính phủ nước CHXHCN Việt Nam quyết định là Tổng công ty Nhà nước với tên giao dịch quốc tế là Petrovietnam.
- Tháng 7 năm 2010, Thủ tướng Chính phủ ký quyết định chuyển tư cách pháp nhân của Tập đoàn Dầu khí Việt Nam thành Công ty trách nhiệm hữu hạn một thành viên do Nhà nước làm chủ sở hữu.

## Những sai phạm

### Báo cáo sai phạm tài chính 2012
Ngày 5 tháng 4 năm 2012, Thanh tra Chính phủ công bố báo cáo về việc chấp hành quy định của pháp luật về quản lý sử dụng vốn, tài sản tại PetroVietnam tới năm 2010 với khá nhiều sai phạm về tài chính (con số lên đến hơn 18.000 tỷ đồng). Theo Thanh tra Chính phủ, việc đầu tư ngoài ngành của PVN vào các lĩnh vực phụ trợ, tài chính, bảo hiểm, bất động sản, ngân hàng có tỷ suất lợi nhuận thấp hơn nhiều trong lĩnh vực chính ngành. Chưa hết, PVN còn mua tàu khảo sát địa chấn 2D đã quá 10 năm so với quy định đăng kiểm nhưng không báo cáo cơ quan chức năng, rồi tiếp đó lại chuyển nhượng một số tài sản lớn như tàu thăm dò địa chấn, khách sạn Du lịch Thái Bình…nhưng các thủ tục, thanh toán còn nhiều sai sót. Trong thời gian này ông Đinh La Thăng là Chủ tịch Hội đồng quản trị Tập đoàn Dầu khí Quốc gia Việt Nam và sau đó là Chủ tịch Hội đồng thành viên Tập đoàn Dầu khí Quốc gia Việt Nam.

### Vấn đề thua lỗ ở Tổng công ty xây lắp dầu khí
Ngày 18 tháng 7 năm 2016, Tổng Bí thư Nguyễn Phú Trọng chỉ đạo Ban Thường vụ Đảng uỷ Công an Trung ương yêu cầu các cơ quan chức năng của ngành công an điều tra làm rõ vi phạm để xảy ra thua lỗ gần 3300 tỉ đồng ở Tổng Công ty cổ phần Xây lắp Dầu khí Việt Nam, nơi ông Trịnh Xuân Thanh là nguyên Chủ tịch Hội đồng quản trị và cũng là nguyên phó chủ tịch UBND tỉnh Hậu Giang. Vào năm 2009, ông Trịnh Xuân Thanh chủ trương thành lập PVC-ME với số vốn điều lệ 500 tỉ đồng, trong đó PVC giữ vị trí cổ đông sáng lập với tỷ lệ góp vốn 40% và giao ông Trịnh Văn Thảo làm giám đốc. PVC-ME với hoạt động chính là xây dựng hạ tầng, làm nền móng, gia công cơ khí. Tuy nhiên, do năng lực yếu kém, trong khi được giao những phần việc béo bở, PVC-ME một mặt nhận công trình, rồi cho nhà thầu phụ thầu lại, ở giữa ăn hoa hồng nên công trình thi công không đến nơi đến chốn, gây thất thoát hàng trăm tỉ đồng. 

### Vụ án PVC-ME
Ngày 11 tháng 8 năm 2015, TAND TP Hà Nội xét xử sơ thẩm vụ án cố ý làm trái các quy định của nhà nước về quản lý kinh tế và thiếu trách nhiệm gây hậu quả nghiêm trọng xảy ra tại PVC-ME. Trong số bị can bị truy tố về các hành vi trên thì có tới 13/15 bị can thuộc PVC-ME gồm: Vũ Duy Thành (chủ tịch HĐQT PVC-ME), Trần Xuân Tình (phó giám đốc PVC-ME), Bùi Trọng Chinh (phó giám đốc), Đinh Bá Lượng (kế toán trưởng), Phạm Thị Hải Hà (thủ quỹ)... Cơ quan tố tụng xác định PVC-ME đã lập quỹ trái phép hơn 85 tỉ đồng để sử dụng cho hoạt động đối ngoại, tiếp khách. Hành vi của các bị cáo đã gây thiệt hại cho PVC-ME gần 47 tỉ đồng, gây thiệt hại ngân sách hơn 1,1 tỉ đồng và gây thiệt hại tới một doanh nghiệp khác 4 tỉ đồng. HĐXX tuyên phạt Bùi Trọng Chinh 15 năm tù, các bị cáo còn lại từ 3 đến 11 năm tù và một bị cáo hưởng án treo. Riêng Trịnh Văn Thảo đang bị truy nã quốc tế.
PVC-ME do ông Trịnh Xuân Thanh chủ trương thành lập năm 2009 với số vốn điều lệ 500 tỉ đồng, trong đó PVC giữ vị trí cổ đông sáng lập với tỷ lệ góp vốn 40% và giao ông Trịnh Văn Thảo làm giám đốc. PVC-ME với hoạt động chính là xây dựng hạ tầng, làm nền móng, gia công cơ khí. Theo kết luận của các cơ quan chức năng, đến năm 2012, tại PVC-ME đã để xảy ra thua lỗ với khoản tiền hơn 576 tỉ đồng, dẫn đến mất toàn bộ vốn chủ sở hữu, chưa kể những khoản nợ khổng lồ lên tới hàng trăm tỉ đồng. Thua lỗ thất thoát tại PVC-ME đã cộng thêm phần tiêu cực vào việc thua lỗ hơn 3.300 tỉ đồng tại PVC.

### Vụ án PVC
Năm 2013 PVC thua lỗ 2.228,5 tỉ đồng, trong đó riêng công ty mẹ lỗ 1.927 tỉ đồng. Lũy kế cuối năm 2013, công ty mẹ – PVC lỗ hơn 3.262 tỉ đồng. Ngày 16 tháng 9, Cơ quan cảnh sát điều tra Bộ Công an cho biết đã ra quyết định khởi tố vụ án hình sự cố ý làm trái quy định của Nhà nước về quản lý kinh tế gây hậu quả nghiêm trọng xảy ra tại PVC và các đơn vị thành viên. Đồng thời cơ quan điều tra cũng ra quyết định khởi tố bị can, thi hành lệnh bắt tạm giam các ông: Vũ Đức Thuận; Nguyễn Mạnh Tiến – phó tổng giám đốc; Trương Quốc Dũng – nguyên phó tổng giám đốc; Phạm Tiến Đạt, nguyên kế toán trưởng PVC, để điều tra cùng hành vi "cố ý làm trái quy định của Nhà nước về quản lý kinh tế gây hậu quả nghiêm trọng". Liên quan tới vụ án này, ông Trịnh Xuân Thanh – nguyên phó chủ tịch UBND tỉnh Hậu Giang, nguyên chủ tịch HĐQT PVC – cũng bị khởi tố và truy nã. Theo báo Dân Trí, 4.6.2017, ông Đỗ Văn Hồng, nguyên Tổng giám đốc Công ty PVC-Kinh Bắc (trước đây thuộc PVC)- một nghi can được cho là có liên quan đến nghi can Trịnh Xuân Thanh cũng đã bị khởi tố, bắt tạm giam.
Cuối năm 2016, Tổng công ty Điện lực Dầu khí Việt Nam (PV Power) cho biết ông Lê Chung Dũng, Phó tổng giám đốc PV Power đi nước ngoài 3 tuần chưa về. Ông Dũng được cho là bỏ ra nước ngoài vì được cho là có liên quan đến những vấn đề triển khai dự án Nhà máy Nhiệt điện Thái Bình 2, khi ông này còn làm ở Tổng công ty Cổ phần Xây lắp dầu khí (PVC), thời ông Trịnh Xuân Thanh làm Chủ tịch và ông Vũ Đức Thuận làm Tổng giám đốc. Về việc này, PV Power cho biết, ông Lê Chung Dũng là nguyên Phó tổng giám đốc PVC và được điều động và bổ nhiệm chức vụ Phó tổng giám đốc PV Power từ tháng 1 năm 2011.

#### Vụ án Đinh La Thăng
Ủy viên Bộ Chính trị, Bí thư thành ủy TP.HCM, nguyên Chủ tịch Hội đồng thành viên Tập đoàn Dầu khí Quốc gia Việt Nam Đinh La Thăng cho biết tại buổi tiếp xúc cử tri tại Củ Chi sáng ngày 5 tháng 10 năm 2016: "Vụ việc này sẽ được xử lý nghiêm theo quy định pháp luật, đúng người đúng tội, đúng pháp luật, đảm bảo sự nghiêm minh đem lại niềm tin của nhân dân". Đến sáng ngày 7 tháng 5, chính ông Đinh La Thăng bị Ban Chấp hành Trung ương Đảng khóa XII khẳng định có những khuyết điểm, những sai phạm khi còn làm ở Tập đoàn Dầu khí quốc gia Việt Nam (PVN) của ông là "rất nghiêm trọng, gây bức xúc trong cán bộ, đảng viên và nhân dân đến mức phải thi hành kỷ luật theo quy định của Đảng". Vì vậy, Ban chấp hành Trung ương Đảng đã bỏ phiếu và hơn 90% đồng ý kỷ luật cảnh cáo, cách chức Ủy viên Bộ Chính trị với ông Đinh La Thăng. Sáng ngày 10 tháng 5 năm 2017, Đinh La Thăng bị Bộ Chính trị cách chức Bí thư Thành uỷ Thành phố Hồ Chí Minh và được điều động sang chức vụ Phó Trưởng Ban Kinh tế Trung ương.

### Vụ án PVTEX
Ngày 19 tháng 6, Cơ quan Cảnh sát điều tra Bộ Công an ra quyết định khởi tố vụ án hình sự Cố ý làm trái quy định của nhà nước về quản lý kinh tế gây hậu quả nghiêm trọng, xảy ra tại Công ty Cổ phần Hóa dầu và Xơ sợi Dầu khí (PVTEX), Cty Cổ phần Đầu tư và Xây lắp dầu khí Kinh Bắc (PVC.KBC) và các đơn vị liên quan. Đồng thời, Cơ quan Cảnh sát điều tra Bộ Công an khởi tố, ra lệnh bắt tạm giam 5 đối tượng: Trần Trung Chí Hiếu, nguyên Chủ tịch HĐQT PVTEX; Vũ Đình Duy, nguyên Tổng giám đốc PVTEX; Vũ Phương Nam, Kế toán trưởng PVTEX; Đào Ngọ Hoàng, nguyên Trưởng phòng thương mại hợp đồng PVTEX; Đỗ Văn Hồng, Chủ tịch HĐQT kiêm Tổng Giám đốc Công ty PVC.KBC, về tội Cố ý làm trái... Trong số này, riêng bị can Đỗ Văn Hồng đã bị bắt tạm giam trong vụ án xảy ra tại Tổng Công ty PVC và PVC.KBC. Cơ quan điều tra Bộ Công an đang khẩn trương điều tra mở rộng vụ án và áp dụng các biện pháp theo luật định để thu hồi tài sản cho Nhà nước.

### Các lãnh đạo Tập đoàn bị khởi tố
Từ năm 2005 đến 2017, PVN đã trải qua 4 đời Chủ tịch và cả bốn cựu lãnh đạo trên đều bị khởi tố bắt tạm giam, liên quan đến tham nhũng.
- Ông Đinh La Thăng – Chủ tịch PVN từ 2005-2011 bị tuyên án 18 năm tù vì làm thất thoát 800 tỉ đồng trong vụ góp vốn vào Oceanbank và bị kết án 13 năm tù trong vụ án liên quan đến Tổng công ty CP Xây lắp dầu khí (PVC).
- Ông Phùng Đình Thực – cựu Tổng giám đốc, Chủ tịch PVN 2011–2014, bị Cơ quan An ninh điều tra Bộ Công an khởi tố ngày 20 tháng 12 năm 2017 về tội: "Cố ý làm trái quy định của Nhà nước về quản lý kinh tế gây hậu quả nghiêm trọng" quy định tại Điều 165 Bộ luật Hình sự.
- Cựu Chủ tịch PVN 2014–2015, ông Nguyễn Xuân Sơn bị khởi tố và bắt giam trong đại án OceanBank – Hà Văn Thắm. Ông Nguyễn Xuân Sơn bị buộc tội "Lợi dụng chức vụ quyền hạn trong khi thi hành công vụ gây hậu quả nghiêm trọng"; "Cố ý làm trái các quy định của Nhà nước về quản lý kinh tế gây hậu quả nghiêm trọng" và bị xử tử hình.
- Ông Nguyễn Quốc Khánh – Chủ tịch PVN 2016–2017 bị khởi tố và bắt giam cùng ngày với ông Đinh La Thăng về tội "Cố ý làm trái quy định của Nhà nước về quản lý kinh tế gây hậu quả nghiêm trọng", bị xử 7 năm tù.
- Ngoài ra, ông Nguyễn Vũ Trường Sơn – Tổng Giám đốc Tập đoàn PVN từ tháng 3 năm 2016 đã làm đơn xin từ chức (tháng 3 năm 2019), khi Cơ quan điều tra Bộ Công an bắt đầu điều tra về dự án đầu tư liên doanh phát triển khai thác và nâng cấp dầu khí lô Junin 2 Venezuela của Tổng Công ty Thăm dò khai thác dầu khí (PVEP), chi phí tiêu tốn 500 triệu USD mà không khai thác được giọt dầu nào. Ông Sơn làm tổng giám đốc PVEP từ tháng 7 năm 2009 đến tháng 2 năm 2012.[25]

## Phong tặng
- Huân chương Sao vàng (năm 2012)